# Ночной редактор (фильм)
«Ночной редактор» (англ. Night Editor) — фильм нуар режиссёра Генри Левина, вышедший на экраны в 1946 году.
Фильм рассказывает историю полицейского детектива (Уильям Гарган), который не решается сообщить об убийстве, свидетелем которого он стал, так как в результате этого вскроются скандальные подробности его внебрачной связи со светской дамой (Дженис Картер), что может разрушить как его карьеру, так и семью.
В основу фильма положен сюжет одной из программ радиосериала «Ночной редактор», который шёл в эфире с 1934 по 1948 год. Планировалось, что фильм будет первым в серии картин, поставленных как истории, рассказанные полицейскими репортёрами ночной смены вымышленной газеты «Нью-Йорк стар». Однако помимо этого фильма, других фильмов так и не было создано. Вместе с тем в 1954 году в течение одного сезона выходил поставленный по материалам радиопрограммы одноимённый телесериал.

## Сюжет
В ночную смену в редакции газеты «Нью-Йорк стар» старый опытный редактор Крейн Стюарт (Чарльз Д. Браун) за игрой в покер рассказывает страдающему от личных проблем молодому репортёру, а также своим коллегам следующую историю:
Детектив отдела убийств, лейтенант Тони Кокрейн (Уильям Гарган) любит свою семью — жену Марту (Джефф Доннелл) и особенно маленького сына Дока. Однако некоторое время назад у него начался роман со светской львицей, блондинкой и красавицей Джилл Меррилл (Дженис Картер). В результате он стал подолгу отсутствовать, ссылаясь на занятость на работе, что беспокоит как жену, так и сына. На работе в отделе убийств Полицейского управления Нью-Йорка его шеф капитан Лоуренс (Гарри Шэннон) и коллега, лейтенант Оле Стром (Пол Е. Бёрнс) также обратили внимание на частые отлучки Тони и потерю им концентрации в работе. Измученный такой ситуацией, Тони решает порвать с любвеобильной Джилл. После работы он отправляется вместе с ней для разговора в уединённое место на океанском побережье. Неожиданно поблизости от них останавливается дорогой автомобиль. На глазах Тони и Джилл мужчина монтировкой забивает насмерть сидящую рядом с ним женщину, после чего выскакивает из машины и скрывается в кустарнике. Тони бросается за ним в погоню, но Джилл останавливает его словами, что если он задержит или убьёт преступника, станет известно об их романе, что в свою очередь может разрушить карьеру Тони и его семью. При этом Джилл страстно желает посмотреть на убитую, однако Тони немедленно увозит её с места преступления.
На следующий день капитан Лоуренс поручает группе детективов, включающей Тони и Оле, приступить к расследованию убийства женщины на пляже. Вскоре по номеру автомобиля полиция выясняет, что убитой является молодая замужняя дама из знатной семьи Элейн Бланчард. На месте преступления капитан Лоуренс, заметив на песке следы от протекторов другого автомобиля, поручает Оле сделать с них гипсовый отпечаток в надежде таким образом найти возможных свидетелей. Одновременно полиция работает с записной и телефонной книжками убитой, составляя список её контактов, в котором Тони видит имена Джилл и её мужа Бенджамина. Вернувшись вечером домой в отсутствие Марты, Тони срочно меняет шины у своей машины. На следующее утро под видом отработки списка контактов Элейн, Тони приезжает домой к Мерриллам, где знакомится с пожилым Бенджамином, который вскоре уезжает по делам. Оставшись наедине с Джилл, Тони требует, чтобы она назвала имя убийцы, так как подозревает, что это человек из её круга общения. Хотя Джилл подтверждает, что знает убийцу, она отказывается назвать его имя, так как, по её мнению, так будет лучше для всех. При этом её не пугают даже угрозы Тони, который заявляет, что таким образом она совершает преступление. Так как основной версией полиции становится убийство с целью ограбления, Лоуренс направляет Тони в банк с целью проверить проводки по счёту Элейн за последний месяц. К своему удивлению Тони узнаёт в вице-президенте банка Дугласе Лоринге (Фрэнк Уилкокс) того самого мужчину, который убил Элейн. В тот же день по обвинению в убийстве Элейн арестовывают бродягу, отпечатки пальцев которого обнаружены в машине и на сумочке убитой. Тот сознаётся в том, что обнаружил машину с убитой женщиной, после чего снял с неё украшения и забрал деньги, но никого не убивал. Желая восстановить справедливость, Тони снова направляется к Джилл, умоляя её дать показания, однако она отказывается, утверждая, что дело закрыто и так будет лучше для всех, кроме бродяги, которого не стоит жалеть. Кроме того, она подтверждает, что Лоринг и есть истинный убийца, но, по её словам, он очень симпатичный, и потому она не будет на него доносить. Элейн же была порочной женщиной, и как считает Джилл, заслуживала смерти. И несмотря на все уговоры Тони, Дженис заявляет, что ей абсолютно безразлично, что могут наказать невинного человека.
Когда до казни остаётся менее суток, Тони решает самостоятельно добыть улики против Лоринга. Он снова приходит в банк, где незаметно забирает ручку с отпечатками пальцев банкира. Сопоставив их с отпечатками, обнаруженными в автомобиле, Тони говорит Джилл, что теперь у него есть доказательства против Лоринга, с которыми он пойдёт к Лоуренсу, а затем и к прокурору. Во время визита к прокурору Хэллорану Тони и Лоуренс с удивлением встречают там Лоринга, который является другом прокурора. Лоринг уже признался в том, что в день убийства встречался с Элейн, которая донимала его своей любовью. Однако затем он расстался с ней, а вечером в момент убийства находился в кино вместе с Джилл. Прокурор приглашает в кабинет Джилл, которая на глазах Тони подтверждает, что в момент убийства Элейн она вместе с банкиром находилась в кинотеатре. После этого прокурор отказывается пересматривать дело. Разъярённый Тони назначает Джилл встречу в баре, на которой обвиняет её в лжесвидетельстве и требует, чтобы она пошла к прокурору и сказала правду. Однако она отвечает, что теперь у неё роман с Лорингом, и что это именно она предупредила банкира о расследовании и посоветовала ему самому явиться с заявлением к прокурору. Однако, как она говорит, скоро с казнью всё закончится, и Тони может спокойно вернуться к своей Марте. После ухода Джилл к Тони подходит Оле, которой тайно следил за ним. Подавленный Тони рассказывает ему, как на самом деле произошло убийство. После слов Оле, что без конкретных доказательств они ничего не смогут сделать, Тони вспоминает о выброшенных автомобильных покрышках в своём гараже. Некоторое время спустя Тони, Оле и несколько полицейских приезжают в дом Мэрриллов, которые в тот вечер устроили приём. Тони находит Джилл, которая на кухне целуется с Лорингом. После того как банкир выходит, Тони заявляет, что пришёл задержать её. Джилл обнимает лейтенанта и целует его, одновременно втыкая ему в спину нож для рубки льда. Взяв Джилл за руку, раненый Тони выводит её из дома и передаёт в руки полиции. После того, как её и Лоринга увозят, Тони сдаёт капитану Лоуренсу свой полицейский значок, теряет сознание и падает.
История возвращается в настоящее время. Когда Стюарт заканчивает свой рассказ, молодой репортёр выходит в коридор, чтобы купить сигарет. Владелец киоска говорит ему, что его сын Док является известным детективом по расследованию убийств. Джонни понимает, что поучительная история Стюарта рассказывала об этом самом Тони Кокране и в приподнятом настроении отправляется домой.

## В ролях
- Уильям Гарган — Тони Кокрейн
- Дженис Картер — Джилл Меррилл
- Джефф Доннелл — Марта Кокрейн
- Култер Ирвин — Джонни
- Чарльз Д. Браун — Крейн Стюарт
- Пол Е. Бёрнс — Оле Стром
- Гарри Шэннон — капитан Лоуренс
- Фрэнк Уилкокс — Дуглас Лоринг
- Роберт Келлард — «Док» Кокрейн

## Создатели фильма и исполнители главных ролей
Как заметил историк кино Дэвид Хоган, Генри Левин был режиссёром широкого профиля, который компетентно работал во всех жанрах. В 1940-50-е годы он поставил такие картины, как вестерн «Человек из Колорадо» (1948), криминальная драма «Заключённый» (1950) и историческая мелодрама «Жена президента» (1953). Позднее он поставил фантастический фильм по Жюлю Верну «Путешествие к центру Земли» (1959), а в 1960-е годы — «две весёлых мизогинических шпионских пародии» с Дином Мартином в главной роли — «Закоулок убийц» (1966) и «Сидящие в засаде» (1967).
Уильям Гарган в 1941 году был номинирован на Оскар за роль второго плана в мелодраме «Они знали, что хотели» (1940). Среди других наиболее значимых его картин — драма по Сомерсету Моэму «Дождь» (1932), фильмы нуар «Жизнь даётся один раз» (1937) и «Ночной кошмар» (1941), семейная сказка «Кентервильское приведение» (1944) и мелодрама «Колокола Святой Марии» (1945). Как отмечает киновед Гленн Эриксон, Дженис Картер сыграла «таких же двуличных женщин ещё в нескольких фильмах нуар», среди них «Подставленный» (1947), «Я люблю трудности» (1948) и «Женщина на пирсе 13» (1949). К другим наиболее заметным картинам с её участием относятся комедия «Мисс Грант берёт Ричмонд» (1949), военная драма «Горячий полёт» (1951) и вестерн «Санта Фе» (1951).

## История создания фильма
В период расцвета популярности жанра фильм нуар студия Columbia решила сделать серию фильмов, которая состояла бы из историй, рассказываемых за карточным столом ночной сменой журналистов в газетной редакции. За основу был взят популярный радиосериал «Ночной редактор», в котором главную роль играл Хэл Бёрдик. Как и радиопрограмма, фильм построен в форме рассказа опытного газетчика молодому изнеможённому репортёру . Columbia рассчитывала, что «Ночной редактор» станет первым в серии фильмов, и потому дала Левину слишком мало денег на съёмку картины, которая по этой причине смотрится бедно даже для этой студии, которая умела эффективно работать на экономных бюджетах. Однако после этого первого фильма никакого продолжения не последовало.

## Оценка фильма критикой

### Общая оценка фильма
Хотя после выхода фильма на экраны критика не проявила к нему особого интереса, современные историки позитивно оценили картину, открыв в ней немало интересных моментов. Так, историк кино Крейг Батлер отметил, что «основной массив фильма — это напряжённый, захватывающий нуаровый триллер с участием одной из самых неотразимых и чарующих роковых женщин жанра, который был полон героинями такого рода». По мнению критика, фильм немного проигрывает из-за скромного бюджета, но даже «несмотря на нехватку средств, всё равно остаётся запоминающимся». И «очень жаль, что фильм так и остался единственным и не вылился в серию», как это задумывалось изначально. Самой слабой частью фильма, по мнению Батлера, стал эпизод с обрамлением, который как предполагалось, должен был связать эту картину с предполагавшейся серией. Гленн Эриксон назвал фильм «крепкой нуаровой работой» и «образцовым примером нуара» с «абсолютно классической роковой женщиной Дженис Картер». Однако обрамляющая история, к сожалению, сводит фильм к «поучению молодому репортёру о том, что внебрачные романы — это яд». При этом центральная часть картины излагает «знакомую историю о полицейском, которого подвергает опасности красивая и неисправимо порочная женщина». Майкл Кини заключил, что это «захватывающий и интригующий фильм, в котором Гарган очень точно и сдержанно исполняет свою роль, а Картер восхитительно порочна в роли роковой женщины». Что же касается «неожиданного финала», то «некоторым он не понравится, но другие его полюбят». По мнению Хогана, это «мелодрама высокого уровня, которая особенно значима неожиданным сюжетным поворотом, когда главный герой оказывается среди детективов, которым поручают расследование убийства, свидетелем которого он стал». Хоган отмечает, что режиссёр Левин умело использовал сильные стороны картины, а именно «хорошую игру Уильяма Гаргана в главной роли и Дженис Картер в роли блондинки-подстрекательницы, живой сценарий Хэла Смита, а также великолепную работу пары операторов — Бёрнетта Гаффи и Филипа Таннуры».

### Проблема моральной чистоплотности полиции в фильме
Как пишет Хоган, в период работы над фильмом «общественность была повсеместно озабочена коррупцией внутри Департамента полиции Лос-Анджелеса, и особенно, среди детективов». На протяжении 1940-х годов многие «сотрудники Деапртамента в гражданской одежде жили на широкую ногу, владели значительной недвижимостью, рано уходили в отставку и одевались настолько изящно, что калифорнийский историк Кевин Старр однажды заметил, что они стали знамениты своим „дендизмом“» . И потому главным в истории, по мнению Хогана, является «проблема измены долгу перед семьёй и перед своей службой», и, особенно, проблема «морального разложения и страха полицейского», что «может помешать осуществлению правосудия и даже нанести ему вред» . Как он отмечает далее, фильм очень серьёзен в своих призывах быть верными своим близким, и, что не менее важно, надлежащим образом соблюдать закон. В этом смысле детективу Кокрейну (в исполнении Гаргана) повезло, так как он вовремя «нашёл и спас свою душу».

### Оценка работы режиссёра и творческой группы
Батлер высоко оценил работу всей творческой группы, особенно выделив «напряжённую постановку» Генри Левина, «не менее напряжённый сценарий Хэла Смита», а также «атмосферическую операторскую работу Бёрнетта Гаффи». Эриксон добавил, что Гаффи «создаёт привлекательные образы, а низкие производственные качества студии Columbia придают картине клаустрофобическое ощущение».
Критики высоко оценили актёрскую работу, особенно выделив игру Дженис Картер, которая, по словам Батлера, «просто сенсационна, давая такую трактовку „ледяной блондинки“, которая бросила бы в холодный пот самого Альфреда Хичкока». «Её эротическая энергия при столкновении с мёртвым телом удивительно тревожит, а её холодная манера держаться просто завораживает». Как отмечает Кини, «в состоянии очевидного сексуального возбуждения Картер требует показать ей тело девушки, жестоко забитой до смерти монтировкой». По словам Эриксона, «ледяная блондинка Дженис Картер была отличной нуаровой актрисой», и её героиня в этом фильме «умело манипулирует мужчинами». А в финале картины, «когда мы видим в её руках нож для колки льда, когда она целует Тони, мы понимаем, что главный герой в большой беде».
Хоган отмечает, что Уильям Гарган сыграл своего персонажа с превосходным достоинством измученного человека, который «просто слаб и забывчив по отношению к своим обязанностям». Однако это выглядело убедительно в то время, «особенно, на Западном побережье, где публика легко верила в то, что детектив полиции может поступать плохо». Киновед отмечает, что «фильм фиксирует нарастающее отчаяние персонажа из-за того, что он не смог сразу прямо обо всём заявить, и пошёл на компромисс между своей карьерой и угрозой жизни своей семье ради психически нездоровой женщины, которая получает очевидное сексуальное возбуждение от кровавого насилия». Эриксон отмечает, что хотя режиссёру удаётся вызвать интерес к моральной дилемме детектива, тем не менее, сам «массивный Гарган играет не особенно симпатичного, заблудшего, тупого копа как лёгкую жертву». Батлер считает, что «он становится слабоватым звеном фильма». Игре актёра «не хватает очень нужного стального подтекста, так как лучше наблюдать за тем, как гнётся и ломается стальной человек, чем соломенный».